# جون ويلكوكس
جون ويلكوكس (16 أغسطس 1940 في المملكة المتحدة - ) (بالإنجليزية: John Wilcox)‏ هو لاعب كريكت بريطاني. لعب مع نادي مقاطعة ساسكس للكريكت ‏ ونادي جامعة كامبريدج للكريكيت ‏.

## وصلات خارجية
- جون ويلكوكس على موقع إي آس بي آن كريك إنفو (الإنجليزية)